# Досси, Жозеф Парфе Аман
Жозеф Парфе Аман Досси (фр. Joseph Parfait Amand Daussy; 1769–1807) — французский военный деятель, командир батальона (1792 год), участник революционных и наполеоновских войн.

## Биография
Родился в семье нотариуса Николя Досси (фр. Nicolas Jacques Daussy; 1737–1806) и его супруги Сюзанны Дамон (фр. Suzanne Françoise Reine Damont; 1741–ок.1790). Был женат на Адрианне Моман (фр. Adrienne, Marie Mosmans; 1762–1808), в браке с которой имел двух дочерей Эдокси (фр. Eudoxie Daussy) и Катрин (фр. Catherine Reine Joséphine Daussy;1793–).
Начал военную службу простым солдатом 8 февраля 1788 года в Беарнском пехотном полку (с 1 января 1791 года – 15-й пехотный полк). 9 апреля 1788 года вышел в отставку. После Революции, 17 июля 1792 года возобновил службу в 1-м батальоне национальных объединений. 31 июля 1792 года выбран командиром 8-го батальона, который в 1794 году влился в состав 90-й полубригады линейной пехоты. С 1792 по 1796 годы сражался в рядах Северной и Западной армий. 8 апреля 1796 года покинул службу. 21 августа 1799 года вернулся в строй в том же звании в 1-й вспомогательный батальон в Лилле. 29 мая 1800 года переведён в 14-ю полубригаду линейной пехоты. Служил в Резервной армии и Армии Граубюндена с 1799 по 1801 годы.
С 29 августа 1803 года по 22 сентября 1806 года его полк был в составе пехотной дивизии Сент-Илера. Принимал участие в Австрийской кампании 1805 года, отличился при Ульме и в Аустерлицком сражении. 1 октября 1806 года 14-й полк передан в дивизию Дежардена, в которой Досси проделал кампании 1806 и 1807 годов в Пруссии и Польше. Получил пулевое ранение 4 декабря 1806 года при переправе через Вислу. 8 февраля 1807 года творил чудеса в битве при Эйлау, в ходе которой он погиб, получив более сорока ран. Тела 27 офицеров и 590 солдат 14-го полка остались на поле боя, отмечая расположение каждого взвода.

## Награды
Легионер ордена Почётного легиона (14 июня 1804 года)